# 波韦迪利亚
波韦迪利亚，是西班牙卡斯蒂利亚-拉曼恰自治区阿尔瓦塞特省的一个市镇。 总面积49km², 总人口676人（2001年），人口密度14人/km²。